# Condado de Tioga (Nueva York)
El condado de Tioga (en inglés: Tioga County) fundado en 1791 es un condado en el estado estadounidense de Nueva York. En el 2000 el condado tenía una población de 51.784 habitantes en una densidad poblacional de 39 personas por km². La sede del condado es Owego.

## Geografía
Según la Oficina del Censo, el condado tiene un área total de 1355 km² (523,2 mi²), de la cual 1344 km² (518,9 mi²) es tierra y 10 km² (3,9 mi²) (0.81%) es agua.

### Condados adyacentes
- Condado de Cortland - noreste
- Condado de Broome - este
- Condado de Susquehanna - sureste
- Condado de Bradford - sur
- Condado de Chemung - oeste
- Condado de Tompkins - noroeste

## Demografía
En el 2000 la renta per cápita promedia del condado era de $40,266, y el ingreso promedio para una familia era de $46,509. En 2000 los hombres tenían un ingreso per cápita de $32,161 versus $23,653 para las mujeres. El ingreso per cápita para el condado era de $18,673. Alrededor del 8.40% de la población estaba bajo el umbral de pobreza nacional.

### Carreteras principales
- Ruta Estatal de Nueva York 17 (Southern Tier Expressway)
- Ruta Estatal de Nueva York 17C
- Ruta Estatal de Nueva York 38
- Ruta Estatal de Nueva York 96
- Ruta Estatal de Nueva York 96B

## Localidades
- Apalachin (aldea)
- Barton (pueblo)
- Berkshire (pueblo)
- Candor (pueblo)
- Candor (villa)
- Newark Valley (pueblo)
- Newark Valley (villa)
- Nichols (pueblo)
- Nichols (villa)
- Owego (villa)
- Owego (pueblo)
- Richford (pueblo)
- Spencer (pueblo)
- Spencer (villa)
- Tioga (pueblo)
- Waverly (villa)

==> Entre paréntesis la forma de gobierno